# Bechyňský most Duha
Bechyňský most Duha (Bechyňská duha, řídce též Duhový most), původně pojmenovaný jako Jubilejní most, je unikátní železobetonový obloukový most přes řeku Lužnici na východním okraji Bechyně. Je sdruženým mostem pro silniční i železniční provoz, vede po něm silnice číslo 122 (Týn nad Vltavou – Bechyně – Opařany) a železniční elektrická dráha Tábor–Bechyně. Železniční kolej je umístěna ve východním okraji vozovky (blíže návodní straně mostu). Po dobu průjezdu vlaku je zastavena silniční doprava směrem od Týna nad Vltavou do Bechyně přejezdovým zabezpečovacím zařízením bez závory, jako by šlo o železniční přejezd, opačný směr silniční dopravy není průjezdem vlaku dotčen. Roku 2014 byl most prohlášen národní kulturní památkou.

## Historie
V letech 1902–1903 byla zbudována mezi Táborem a Bechyní elektrizovaná trať, kterou projektoval Ing. František Křižík. 

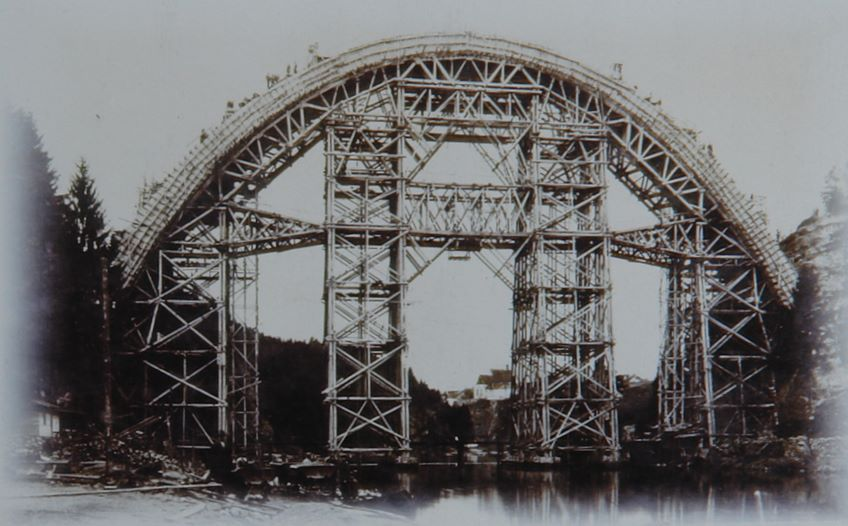
Postup při stavbě mostu

Konečná stanice v Bechyni však byla tehdy zbudována před městem, na levém břehu Lužnice (město Bechyně leží na pravém). A tak cestující podstupovali od nádraží nebo naopak asi 2 až 3 km dlouhou cestu drožkou nebo pěšky dolů do místní části Zářečí a tam přes jen dva metry široký most s nosností 3 tuny, po čemž bylo třeba opět vystoupat nahoru do města. Během ani ne dvaceti let se zde projevila naléhavá potřeba jiného propojení břehů Lužnice – novým mostem pro železnici a také silniční provoz.
V roce 1924 začala jednání o případné stavbě a přípravy detailního projektu a 15. listopadu 1925 Ministerstvo veřejných prací zadalo stavbu mostu podle projektu Ing. Dr. Eduarda Viktory firmě Hlava a Dr. Kratochvíl. Stavebníkem byla Okresní správní komise, hlavní dozor měl ministerský rada Ing. Karel Šiška. O urychlení stavby se především zasloužili ministerský rada Ing. Dr. Václav Janák a přednosta mostního oddělení ministerstva železnic Dr. Ing. František Laušer.

## Stavba

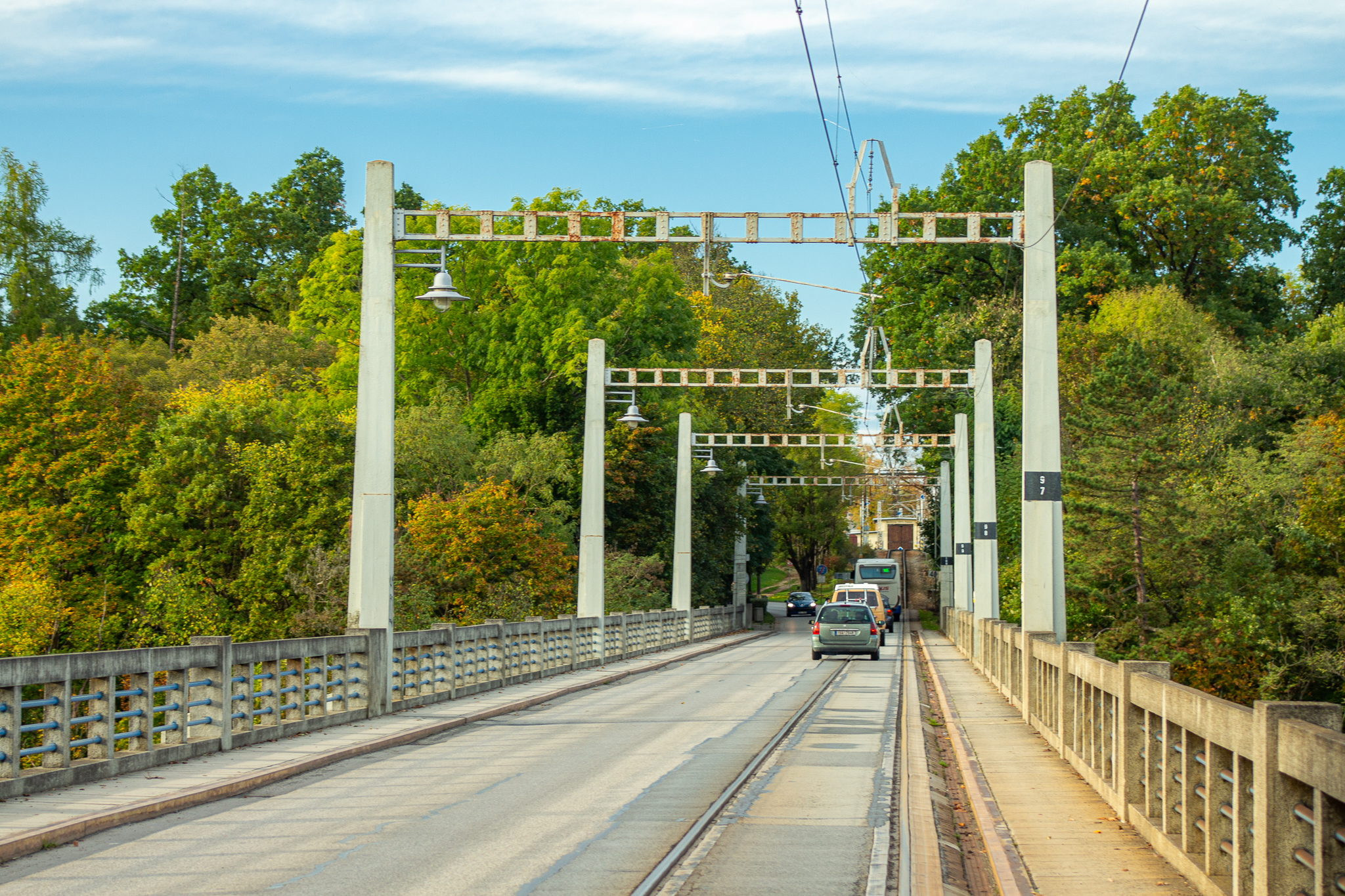
Doprava na mostě

Práce začaly v květnu 1926, obloukové pasy i se ztužidly byly vybetonovány do začátku prosince, ostatní betonářské práce byly provedeny zhruba do konce roku 1927 a stavba byla dokončena v létě roku 1928. Pro beton byl použit písek z Lužnice a štěrk z nedalekého kamenolomu Čermák; stavba dala práci čtyřem stovkám lidí a během celé výstavby nepřišel nikdo o život a nedošlo k žádnému většímu úrazu.
Současně se prodlužovala železniční trať do nového nádraží na okraji Bechyně a také komunikace-nová příjezdní silnice k mostu, přes něj a dále až k silnici na Opařany. Most byl slavnostně otevřen 28. října 1928 k 10. výročí samostatnosti republiky.
- Svým obloukem přes hluboké údolí Lužnice si časem most vysloužil pojmenování „Bechyňská duha“.[7]
- Unikátnost mostu zaujala i tvůrce poštovních známek. V souboru „Krajiny, hrady a města“–Bechyně – byla vydána 20. 11. 1940 známka v hodnotě 5 K. Návrh J. C. Vondrou, rytec B. Heinz.[8]
- O stavbě unikátního mostu byl natočen dokumentární snímek a již několikrát byl v televizi (ČT) uváděn – dokument „BECHYŇSKÁ DUHA“. Pořad byl oceněný na Techfilmu 99 v Hradci Králové a Národní technické muzeum na festivalu Faimp AVICOM v Budapešti získalo zvláštní cenu za tento svůj film.
- O výjimečnosti akce – stavby mostu přes údolí svědčí i cenný doklad: grafické dílo známého čs. malíře a grafika Richarda Laudy (rodáka z Jistebnice), a to větší série leptů „Stavba mostu v Bechyni“ (z let 1926–1928).

## Technická data
Mostní konstrukce je železobetonová, výška od hladiny řeky je necelých 60 metrů, celková délka mostu je 190,50 m a šířka 8,9 m. Hlavní oblouk má rozpětí 90 m a vzepětí 38 m, vedlejší pole 4×13,5 a 3×15,5 m. Hlavní pole je tvořeno dvěma obloukovými pasy, spojenými ztužidly. Vzdálenost obloukových pasů ve vrcholu je 6 m, u základů 8,25 m, nejvyšší výška sloupů je 28 m.
V období od září 2003 do října 2004 proběhly na mostě (také na trati a vozovce) opravné, rekonstrukční a kontrolní práce.